# Francis Lovelace

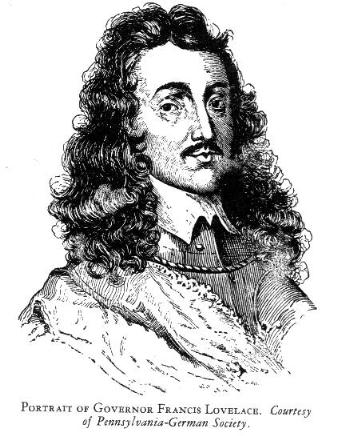
Francis Lovelace

Francis Lovelace (* um 1621 in Kent; † 22. Dezember 1675 in Woodstock, Oxfordshire) war von 1668 bis 1673 der zweite englische Gouverneur der Provinz New York.

## Frühe Jahre
Francis Lovelace war der dritte Sohn von Sir William Lovelace (1584–1627) und dessen Frau Anne Barne of Lovelace Place. Er war der jüngere Bruder des Dichters Richard Lovelace (1618–1657). Darüber hinaus hatte er noch drei weitere Brüder. Während des Englischen Bürgerkriegs unterstützten die fünf Brüder König Karl I. aus dem Haus Stuart. Nach der Niederlage der Royalisten lebte Francis für einige Zeit in der englischen Kolonie Virginia. Nachdem im Jahr 1652 auch diese Kolonie der neuen englischen Verwaltung unter Oliver Cromwell unterstellt worden war, reiste Lovelace im Auftrag des kolonialen Gouverneurs von Virginia, William Berkeley, nach Frankreich, wo der Sohn des 1649 hingerichteten Königs Karl im Exil lebte. Er sollte den Königssohn und späteren König Karl II. über die Ereignisse in Virginia informieren. An dessen Exilhof in Frankreich lebten auch einige seiner Brüder, die nach wie vor das Haus Stuart unterstützten. Nach dem Tod Oliver Cromwells kehrte er 1658 nach England zurück. Diese Rückkehr war aber zu voreilig. Denn unter Cromwells Sohn Richard ging das republikanische Regiment in England zunächst weiter. Als Folge wurde Lovelace wegen seiner Nähe zu den Stuarts verhaftet und im Tower eingesperrt. Erst nach dem endgültigen Ende der Parlamentsherrschaft unter den Cromwells und der Rückkehr der Stuarts kam er wieder frei.

## Gouverneur der Provinz New York
Im Jahr 1664 wurde die niederländische Kolonie Nieuw Amsterdam von den Engländern erobert. 1667 wurde dieser Vorgang im Friedensvertrag manifestiert. König Karl II. belehnte seinen Bruder James, den Herzog von York und späteren König Jakob II., mit dieser Kolonie, die nun Provinz von New York hieß. Erster Gouverneur wurde Richard Nicolls, der auch maßgeblich an der Eroberung der ehemals niederländischen Kolonie beteiligt war. Dieser war bei vielen englischen Kolonisten, die Anhänger der Cromwells waren, sehr unbeliebt. Trotzdem übte er das Amt des kolonialen Gouverneurs zwischen 1664 und 1668 aus. Im Jahr 1668 ernannte der Herzog von York als Eigentümer der Kolonie Francis Lovelace zum neuen Gouverneur. In dieser Funktion erwarb Lovelace die Insel Staten Island von den Indianern. Darüber hinaus arbeitete er an einer friedlichen Zusammenarbeit zwischen den englischen, schwedischen und holländischen Bewohner seiner Kolonie. Er ließ auch Miliztruppen zur Verteidigung aufstellen. Außerdem ließ er die Verteidigungsanlagen der Stadt New York ausbauen. Trotzdem gelang im Jahr 1673 den Niederländern die vorübergehende Rückeroberung ihrer früheren Kolonie. Zu diesem Zeitpunkt war Lovelace selbst nicht dort, sondern in Hartford, wo er sich mit dem Gouverneur der Colony of Connecticut, John Winthrop, traf. Durch die Invasion der Niederländer verlor Lovelace seinen Besitz in seiner Kolonie. Er kehrte in Ungnade nach England zurück, wo ihn der Herzog von York verhaften und in den Tower werfen ließ. Gleichzeitig wurden auch seine englischen Besitztümer eingezogen. Damit wurde Lovelace ein mittelloser Mann. Im Gefängnis erkrankte er an Wassersucht und wurde deshalb aus gesundheitlichen Gründen im April 1675 freigelassen. Er starb am 22. Dezember desselben Jahres in Woodstock. Seine ehemalige Kolonie wurde zwischenzeitlich unter Anthony Colve unter niederländische Verwaltung gestellt, ehe sie 1674 wieder englisch wurde.